# Groupe de NGC 3347
Le groupe de NGC 3347 comprend au moins six galaxies situées dans la constellation de la Machine pneumatique. La distance moyenne entre ce groupe et la Voie lactée est d'environ 41,3 Mpc (∼135 millions d'al). 

## Membres
Le tableau ci-dessous liste les six galaxies du groupe indiquées dans l'article de A.M. Garcia paru en 1993.   
| Nom                   | Class.       | Type           | α (J2000.0)   | δ (J2000.0)  | Vitesse radiale (km/s) | m            | Distance (Mpc) | Diamètre (kal) |
| --------------------- | ------------ | -------------- | ------------- | ------------ | ---------------------- | ------------ | -------------- | -------------- |
| NGC 3347              | SB(rs)b      | Spirale barrée | 10h 42m 46.5s | -36° 21′ 10″ | 3010 ± 8               | 11,3         | 49,1 ± 3,0     | 153            |
| NGC 3354              | S? pec       | Spirale        | 10h 43m 02.9s | -36° 21′ 45″ | 2999 ± 8               | 13,2         | 49,0 ± 3,5     | 78             |
| NGC 3358              | (R)SAB0/a(s) | Lenticulaire   | 10h 43m 33.0s | -36° 24′ 38″ | 2988 ± 6               | 11,4         | 48,8 ± 3,4     | 183            |
| NGC 3347A (PGC 31761) | SB(s)cd?     | Spirale barrée | 10h 40m 20.6s | -36° 24′ 40″ | 2732 ± 10              | 12,8         | 45,0 ± 3,2     | 92             |
| ESO 317-54            | SB(s)cd      | Spirale barrée | 10h 38m 14.6s | -38° 05′ 32″ | 3050 ± 5               | 13,67        | 49,6 ± 3,5     | 126            |
| ESO 318-4             | SA(s)c?      | Spirale        | 10h 43m 50.5s | -38° 15′ 48″ | 2932 ± 10              | 10,78 ± 0,05 | 47,9 ± 3,4     | 127            |

Le site DeepskyLog permet de trouver aisément les constellations des galaxies mentionnées dans ce tableau ou si elles ne s'y trouvent pas, l'outil du site constellation permet de le faire à l'aide des coordonnées de la galaxie. Sauf indication contraire, les données proviennent du site NASA/IPAC.